# Stanislav Krátký
Stanislav Krátký (11. listopadu 1922, Brno-Zábrdovice – 13. listopadu 2010, Rajhrad) byl kněz brněnské diecéze, teolog a vysokoškolský pedagog. Byl perzekvován komunistickým režimem, patřil mezi významné představitele skryté církve. Biskupem Felixem M. Davídkem byl v roce 1968 vysvěcen na biskupa (jeho biskupským heslem je Ad plenitudinem – K plnosti). V letech 1999–2010 byl proboštem mikulovské kapituly.

## Životopis
Narodil se v Zábrdovicích v chudé rodině, jejíž sociální poměry se odrazily i na formování jeho osobnosti. Jeho dětství bylo silně ovlivněno tím, že jeho tatínek hned po první světové válce onemocněl španělskou chřipkou. Vystudoval gymnázium na třídě Legionářů, mezi jeho spolužáky patřili literární vědec Dušan Jeřábek a dirigent Otakar Trhlík. Díky svým vynikajícím studijním výsledkům obdržel stipendium Radovana Nováka, udělované významným českým literárním vědcem Arne Novákem, se kterým se stýkal až do jeho smrti v roce 1939. Na jeho duchovní formaci měla vliv řada vynikajících osobností z řad duchovních a řeholníků (např. Dominik Pecka). Na bohosloveckém semináři v Brně studoval pouze jeden rok, poté byl totálně nasazen. Studia bohosloví však stihl dokončit v řádném termínu.
Po vysvěcení v roce 1946 byl nejprve kaplanem v Žarošicích, pak v Brně-Řečkovicích a v Brně-Husovicích (kde mezi jeho žáky patřil mj. astronom Jiří Grygar či profesor Květoslav Šipr). Pro svou aktivitu byl v roce 1956 přeložen do Žerotic u Znojma. V roce 1958 byl odsouzen a po dvou letech věznění převážně ve Valdicích byl na amnestii v roce 1960 propuštěn. Poté pracoval jako jeřábník v Pozemních stavbách Brno. V této době se zvláště intenzívně věnoval společně s Felixem Davídkem formaci zájemců o kněžství.
V roce 1968 byl ustanoven farářem v Kunštátě a jeden rok též působil na obnovené Teologické fakultě v Olomouci. V srpnu roku 1968 byl konsekrován na biskupa pro úkoly skryté církve. Ostatně byl to právě Stanislav Krátký, kdo tento pojem zavedl a teologicky propracoval. V roce 1978 byl přeložen do pohraniční farnosti Hrádek u Znojma, kde působil až do roku 1999, kdy se stal proboštem mikulovské kapituly. Patřil mezi spoluzakladatele Radia Proglas, ve spolupráci s FATYMem se jako misijní kazatel podílel od r. 1997 na obnově konání lidových misií v České republice a byl hnací silou mnoha dalších akcí a projektů.
Zastupitelstvo Jihomoravského kraje mu v roce 2007 udělilo Cenu Jihomoravského kraje za jeho přínos výchově mládeže a za jeho osobní statečnost v období komunismu. V témže roce mu brněnský biskup Vojtěch Cikrle při příležitosti 230. výročí založení brněnské diecéze udělil za obětavou kněžskou službu medaili sv. Petra a Pavla.
Zemřel 13. listopadu 2010 v Rajhradě a obřad za zemřelého se konal 20. listopadu 2010 v kostele sv. Jana v Mikulově. Pohřben byl do hrobky kanovníků mikulovské kapituly.
V roce 2016 byl po něm pojmenován park v městské části Brno-sever.